# Cayennegaai
De cayennegaai (Cyanocorax cayanus) is een vogel uit de familie Corvidae (kraaien).

## Verspreiding en leefgebied
Deze soort komt voor in het noordelijk Amazonebekken in Brazilië, Frans Guyana, Guyana, Suriname en Venezuela.

## Status
De grootte van de populatie is niet gekwantificeerd maar de soort wordt omschreven als vrij algemeen. Op de Rode lijst van de IUCN heeft deze soort de status niet bedreigd.